# Ron Clark
Ron Clark de son vrai nom  Ronald Albert George Clark, né le 28 août 1923 à Londres et mort le 21 mars 2009, est un scénariste britannique de bandes dessinées.

## Œuvres
- Dany Cricket.
- Johnny l’intrépide.
- La famille Rollinson.
- Léa Glouton.